# Frank St. Marseille
Frank Leo St. Marseille (né le 14 décembre 1939 à Levack, Ontario au Canada) est un joueur professionnel métis canadien de hockey sur glace,.

## Carrière de joueur
Après avoir été ignoré par les équipes de la Ligue nationale de hockey lors des repêchages amateurs, il se joignit aux Maroons de Chatham de l'OHA sr. Ce club intégra la Ligue internationale de hockey en 1963-1964 jusqu'au terme de cette saison inaugurale. Ensuite, il s'aligna avec les Flags de Port Huron durant trois saisons faisant partie de la seconde équipe d'étoiles de la ligue pour la saison 1966-1967.
Il signa ensuite un contrat avec les Blues de Saint-Louis alors club d'expansion. Il y connu une bonne saison recrue, totalisant 32 points et aidant le club à se rendre à la finale de la Coupe Stanley s'inclinant toutefois face aux Canadiens de Montréal. Il demeura avec ce club jusqu'en 1973 où il fut échangé aux Kings de Los Angeles. Il joua pour les Kings jusqu'en 1976-1977. L'année suivante, il accepta un poste d'entraîneur-chef, tout en restant joueur, avec les Voyageurs de la Nouvelle-Écosse de la Ligue américaine de hockey. Il occupa ce poste deux saisons avant de se retirer complètement du hockey professionnel.

## Statistiques
| Saison     | Équipe                          | Ligue      |     | Saison régulière | Saison régulière | Saison régulière | Saison régulière | Saison régulière |    | Séries éliminatoires | Séries éliminatoires | Séries éliminatoires | Séries éliminatoires | Séries éliminatoires |
| Saison     | Équipe                          | Ligue      | PJ  | B                | A                | Pts              | Pun              | PJ               | B  | A                    | Pts                  | Pun                  |                      |                      |
| 1961-1962  | Blades de New Haven             | EHL        | 3   | 0                | 0                | 0                | 9                | -                | -  | -                    | -                    | -                    |                      |                      |
| 1962-1963  | Wolves de Sudbury               | EPHL       | 3   | 0                | 2                | 2                | 0                | -                | -  | -                    | -                    | -                    |                      |                      |
| 1962-1963  | Maroons de Chatham              | OHA Sr.    | 45  | 17               | 22               | 39               | 49               | 10               | 4  | 1                    | 5                    | 4                    |                      |                      |
| 1963-1964  | Maroons de Chatham              | LIH        | 70  | 31               | 33               | 64               | 21               | -                | -  | -                    | -                    | -                    |                      |                      |
| 1964-1965  | Flags de Port Huron             | LIH        | 70  | 38               | 59               | 97               | 57               | 7                | 2  | 5                    | 7                    | 24                   |                      |                      |
| 1965-1966  | Flags de Port Huron             | LIH        | 68  | 45               | 45               | 90               | 28               | 9                | 6  | 6                    | 12                   | 12                   |                      |                      |
| 1966-1967  | Flags de Port Huron             | LIH        | 72  | 41               | 77               | 118              | 46               | -                | -  | -                    | -                    | -                    |                      |                      |
| 1967-1968  | Blues de Kansas City            | CPHL       | 11  | 7                | 8                | 15               | 0                | -                | -  | -                    | -                    | -                    |                      |                      |
| 1967-1968  | Blues de Saint-Louis            | LNH        | 57  | 16               | 16               | 32               | 12               | 18               | 5  | 8                    | 13                   | 0                    |                      |                      |
| 1968-1969  | Blues de Saint-Louis            | LNH        | 72  | 12               | 26               | 38               | 22               | 12               | 3  | 3                    | 6                    | 2                    |                      |                      |
| 1969-1970  | Blues de Saint-Louis            | LNH        | 74  | 16               | 43               | 59               | 18               | 15               | 6  | 7                    | 13                   | 4                    |                      |                      |
| 1970-1971  | Blues de Saint-Louis            | LNH        | 77  | 19               | 32               | 51               | 26               | 6                | 2  | 1                    | 3                    | 4                    |                      |                      |
| 1971-1972  | Blues de Saint-Louis            | LNH        | 78  | 16               | 36               | 52               | 32               | 11               | 3  | 5                    | 8                    | 6                    |                      |                      |
| 1972-1973  | Blues de Saint-Louis            | LNH        | 45  | 7                | 18               | 25               | 8                | -                | -  | -                    | -                    | -                    |                      |                      |
| 1972-1973  | Kings de Los Angeles            | LNH        | 29  | 7                | 4                | 11               | 2                | -                | -  | -                    | -                    | -                    |                      |                      |
| 1973-1974  | Kings de Los Angeles            | LNH        | 78  | 14               | 36               | 50               | 40               | 5                | 0  | 0                    | 0                    | 0                    |                      |                      |
| 1974-1975  | Kings de Los Angeles            | LNH        | 80  | 17               | 36               | 53               | 46               | 3                | 0  | 1                    | 1                    | 0                    |                      |                      |
| 1975-1976  | Kings de Los Angeles            | LNH        | 68  | 10               | 16               | 26               | 20               | 9                | 0  | 0                    | 0                    | 0                    |                      |                      |
| 1976-1977  | Texans de Fort Worth            | LCH        | 16  | 6                | 12               | 18               | 4                | -                | -  | -                    | -                    | -                    |                      |                      |
| 1976-1977  | Kings de Los Angeles            | LNH        | 49  | 6                | 22               | 28               | 16               | 9                | 1  | 0                    | 1                    | 2                    |                      |                      |
| 1977-1978  | Voyageurs de la Nouvelle-Écosse | LAH        | 74  | 14               | 14               | 28               | 38               | 11               | 3  | 2                    | 5                    | 0                    |                      |                      |
| Totaux LNH | Totaux LNH                      | Totaux LNH | 707 | 140              | 285              | 425              | 242              | 88               | 20 | 25                   | 45                   | 18                   |                      |                      |

## Trophées et honneurs personnels
- Ligue internationale de hockey
  - 1967 : nommé dans la 2e équipe d'étoiles
- Ligue nationale de hockey
  - 1970 : participation au Match des étoiles de la Ligue nationale de hockey

## Transactions en carrière
- 23 novembre 1967 : signe un contrat comme agent libre avec les Blues de Saint-Louis.
- 22 janvier 1973 : échangé aux Kings de Los Angeles par les Blues de Saint-Louis en retour de Paul Curtis.